# Eucalyptus oleosa
Eucalyptus oleosa ist eine Pflanzenart innerhalb der Familie der Myrtengewächse (Myrtaceae). Sie kommt im Süden Australiens vor und wird dort „Straggly Gum“, „Peeneri“, „Acorn Mallee“, „Giant Mallee“, „Glossy-leaved Mallee“, „Great Mallee“, „Narrow-leaved Giant Mallee“, „Ningham Mallee“, „Oil Mallee“, „Oily Mallee“, „Oleosa Mallee“, „Red Mallee“, „Glossy-leaved Red Mallee“ oder „Water Mallee“ genannt.

## Beschreibung

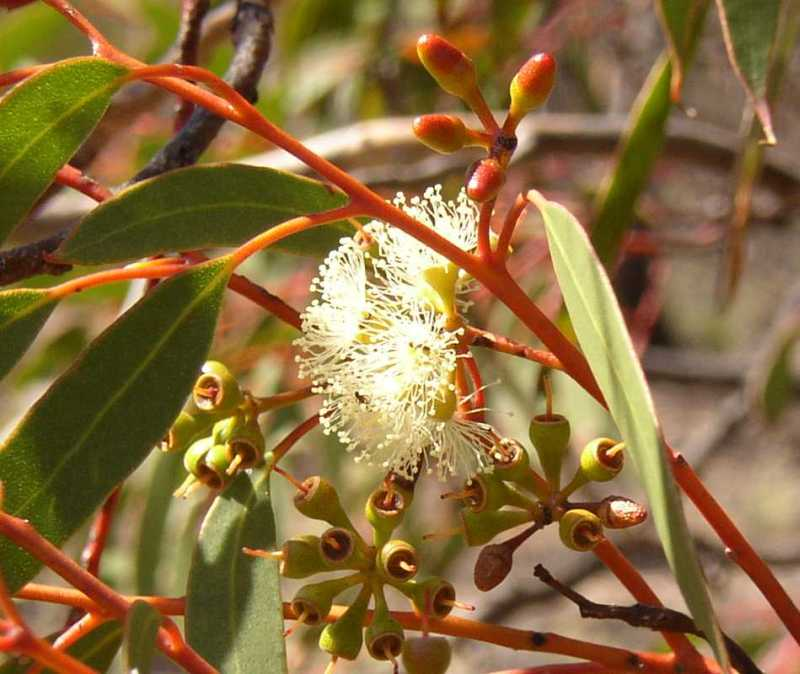
Laubblätter und Blütenstände mit Blüten und jungen Früchten

### Erscheinungsbild und Blatt
Eucalyptus oleosa wächst in der Wuchsform der Mallee-Eukalypten, dies ist eine Wuchsform, die mehr strauchförmig als baumförmig ist, es sind meist mehrere Stämme vorhanden, die einen Lignotuber ausbilden, gelegentlich auch als Baum, und erreicht Wuchshöhen von 6, selten bis zu 12 Meter. Die Borke verbleibt auf den unteren 1 bis 2 Metern des Stammes, ist blass braun und fasrig-stückig. An den oberen Teilen des Baumes ist sie glatt, glänzend grau, grau-braun oder rot und schält sich in Bändern. Die Rinde der kleinen Zweige ist grün. Öldrüsen gibt es weder in der Borke noch im Mark der jungen Zweige.
Bei Eucalyptus oleosa liegt Heterophyllie vor. An jungen Exemplaren sind die Laubblätter linealisch, matt grau-grün oder grün, spiralig angeordnet und gedrängt. An mittelalten Exemplaren sind die sitzenden Laubblätter bei einer Länge von etwa 8 cm und einer Breite von etwa 0,8 cm ebenfalls linealisch, gerade, ganzrandig und matt grau-grün oder grün. Die auf Ober- und Unterseiten gleichfarbig glänzend grünen Laubblätter an erwachsenen Exemplaren sind in Blattstiel und Blattspreite gegliedert. Ihr Blattstiel ist 8 bis 18 mm lang und schmal abgeflacht oder kanalförmig. Ihre Blattspreite ist bei einer Länge von 7 bis 10 cm und einer Breite von 0,8 bis 1,5 cm schmal lanzettlich oder lanzettlich, gerade, relativ dick, verjüngt sich zur Spreitenbasis hin und besitzt ein spitzes oberes Ende. Die kaum sichtbaren Seitennerven gehen in mittleren Abständen in einem spitzen Winkel vom Mittelnerv ab. Die Keimblätter (Kotyledone) sind zweiteilig.

### Blütenstand und Blüte
Seitenständig an einem bei einer Länge von 7 bis 12 mm und einer Breite von bis zu 3 mm im Querschnitt schmal abgeflachten oder kantigen Blütenstandsschaft stehen in einem einfachen Blütenstand elf bis dreizehn Blüten zusammen. Die 1 bis 5 mm langen Blütenstiele sind stielrund. Die nicht blaugrün bemehlten oder bereiften Blütenknospen sind bei einer Länge von 5 bis 8 mm und einem Durchmesser von 3 bis 4 mm zylindrisch oder eiförmig. Die Kelchblätter bilden eine Calyptra, die früh abfällt. Die glatte Calyptra ist halbkugelig oder konisch, doppelt so lang wie der glatte Blütenbecher (Hypanthium) und so breit dieser, oder auch ebenso lang wie der Blütenbecher und schmäler als dieser. Die |Blüten sind weiß, cremeweiß. oder gelb. Die Blütezeit reicht in Western Australia von November bis Dezember.

### Frucht
Die gestielte Frucht ist bei einer Länge und einem Durchmesser von je 4 bis 6 mm kugelig und dreifächrig. Der Diskus ist eingedrückt, die Fruchtfächer stehen heraus. und verjüngen sich zu den Spitzen hin.

## Vorkommen
Die natürlichen Verbreitungsgebiete von Eucalyptus oleosa liegen im äußersten Südwesten von New South Wales, im Nordwesten von Victoria, in der südlichen Hälfte von South Australia sowie im Süden und Südosten von Western Australia. In Western Australia tritt Eucalyptus oleosa in den selbständigen Verwaltungsbezirken Coolgardie, Dundas, Esperance, Gnowangerup, Kalgoorlie-Boulder, Kondinin, Lake Grace, Laverton, Leonora, Menzies, Mukinbudin, Ravensthorpe, Yalgoo und Yilgarn in den Regionen Goldfields-Esperance, Great Southern, Mid West und Wheatbelt auf.
Eucalyptus oleosa wächst auf Sand- und Lehmböden und auf Kalkstein. Eucalyptus oleosa findet sich vorwiegend in küstennahen Regionen, auf Ebenen, Sandhügeln in der Wüste und in Kiesgruben.

## Systematik
Die Erstbeschreibung von Eucalyptus oleosa erfolgte 1856 durch Friedrich Anton Wilhelm Miquel unter dem Titel Stirpes novo-Hollandas a Ferd. Mullero collectas in Nederlandsch Kruidkundig Archief, Volume 4 (1), S. 127. Das Typusmaterial weist die Beschriftung „Marble-range (Wilhelmi); Murray-Scrub (Dr. BEHR)“ auf. Synonyme für Eucalyptus oleosa F.Muell. ex Miq. sind Eucalyptus laurifolia Blakely nom. inval. pro. syn., Eucalyptus oleosa var. angustifolia Maiden, Eucalyptus socialis var. laurifolia F.Muell. ex Maiden nom. inval. pro. syn. und Eucalyptus turbinata Behr & F.Muell. ex Miq.
Es gibt vier bis sieben Unterarten von Eucalyptus oleosa F.Muell. ex Miq.:
- Eucalyptus oleosa subsp. ampliata L.A.S.Johnson & K.D.Hill, Syn.: Eucalyptus oleosa subsp. wylieana L.A.S.Johnson & K.D.Hill
- Eucalyptus oleosa subsp. corvina L.A.S.Johnson & K.D.Hill, Syn.: Eucalyptus oleosa var. corvina L.A.S.Johnson & K.D.Hill, Eucalyptus longicornis subsp. corvina (L.A.S.Johnson & K.D.Hill) D.Nicolle
- Eucalyptus oleosa subsp. cylindroidea L.A.S.Johnson & K.D.Hill, Syn.: Eucalyptus oleosa var. cylindroidea L.A.S.Johnson & K.D.Hill, Eucalyptus longicornis subsp. cylindroidea (L.A.S.Johnson & K.D.Hill) D.Nicolle
- Eucalyptus oleosa F.Muell. ex Miq. oleosa, Syn.: Eucalyptus oleosa subsp. repleta L.A.S.Johnson & K.D.Hill, Eucalyptus grasbyi Maiden & Blakely, Eucalyptus oleosa var. obtusa C.A.Gardner
- Eucalyptus oleosa subsp. repleta L.A.S.Johnson & K.D.Hill, Syn.: Eucalyptus oleosa F.Muell. ex Miq. subsp. oleosa
- Eucalyptus oleosa subsp. victima L.A.S.Johnson & K.D.Hill, Syn.: Eucalyptus oleosa subsp. ampliata L.A.S.Johnson & K.D.Hill
- Eucalyptus oleosa subsp. wylieana L.A.S.Johnson & K.D.Hill, Syn.: Eucalyptus oleosa subsp. ampliata L.A.S.Johnson & K.D.Hill